# Kabinett Diekmann
Das Kabinett Diekmann bildete vom 29. August 1949 bis zum 5. September 1950 die Landesregierung von Schleswig-Holstein.
| Amt                                            | Name                       | Partei | Partei |
| ---------------------------------------------- | -------------------------- | ------ | ------ |
| Ministerpräsident                              | Bruno Diekmann (1897–1982) |        | SPD    |
| Stellvertreter des Ministerpräsidenten Inneres | Wilhelm Käber (1896–1987)  | SPD    |        |
| Finanzen                                       | Wilhelm Gülich (1895–1960) | SPD    |        |
| Arbeit, Wirtschaft und Verkehr                 | Ludwig Preller (1897–1974) | SPD    |        |
| Volksbildung                                   | Wilhelm Siegel (1890–1977) | SPD    |        |
| Soziales                                       | Walter Damm (1904–1981)    | SPD    |        |
| Justiz                                         | Rudolf Katz (1895–1961)    | SPD    |        |
| Ernährung, Landwirtschaft und Forsten          | Bruno Diekmann             | SPD    |        |